# Catedral de San Columba

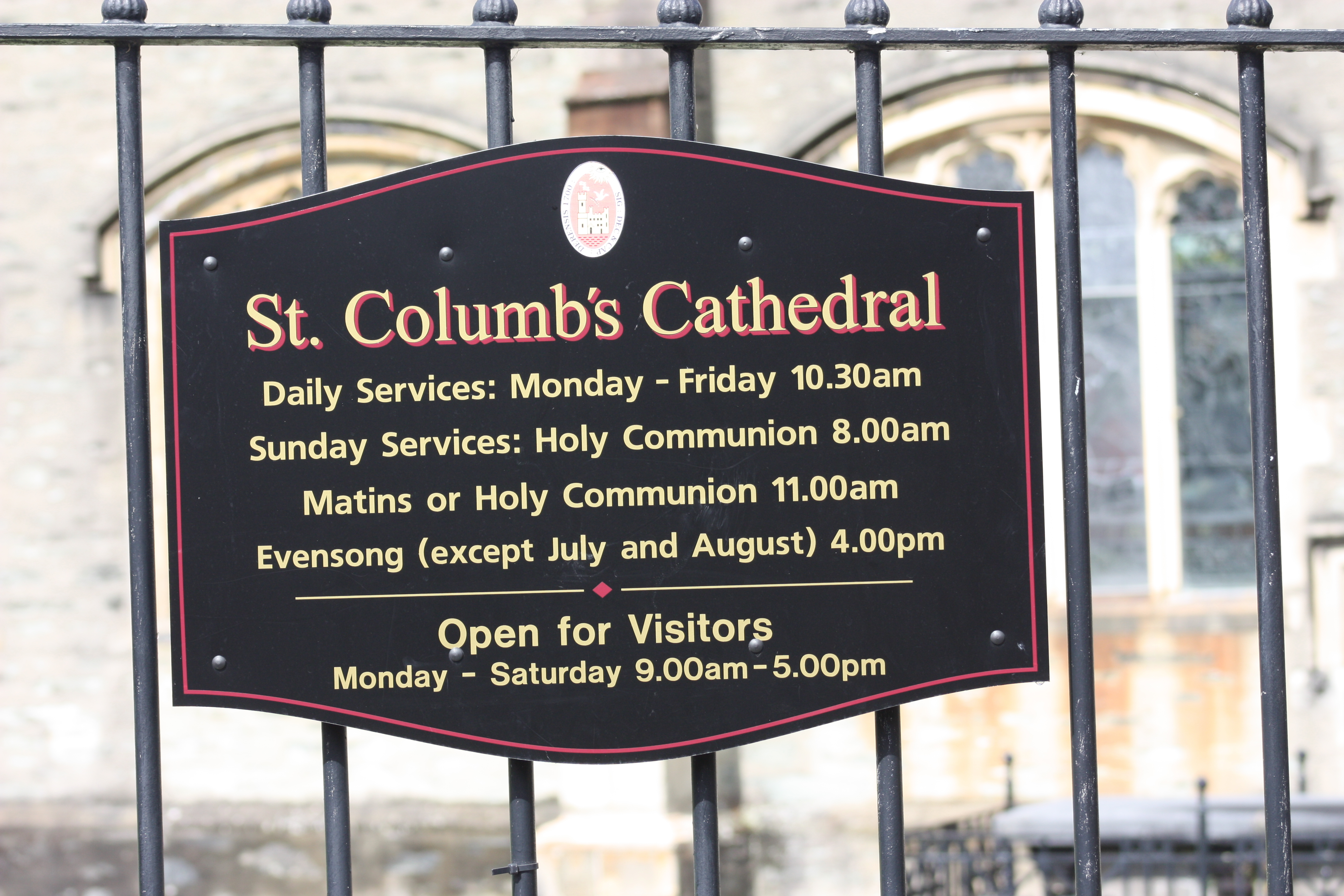
Catedral de San Columba, agosto de 2009

La catedral de San Columba situada en la ciudad amurallada de Derry (Irlanda del Norte), es la iglesia catedral y sede episcopal de la diócesis de Derry y Raphoe de la Iglesia de Irlanda. También es la iglesia parroquial de Templemore. Está dedicada a San Columba, el monje irlandés que estableció un asentamiento cristiano en la zona antes de ser exiliado de Irlanda e introducir el cristianismo en Escocia y el norte de Inglaterra. Construida después de la Reforma en Irlanda, San Columba es la primera catedral anglicana que se construyó en las islas británicas después de la Reforma y fue la primera catedral no católica que se construyó en Europa Occidental.

## Historia
El emplazamiento original de la catedral diocesana estaba en Templemore (en irlandés: An Teampalll Mór o "la Gran Iglesia"). Debido a la violencia de la Guerra de los Nueve Años, la iglesia fue destruida. El 24 de abril de 1568 fue dañada por primera vez por una explosión accidental, ya que la iglesia había sido utilizada para el almacenamiento de pólvora. El 16 de abril de 1600, Sir Henry Docwra entró en Derry con una fuerza de 4.000 soldados. Derribó las ruinas de la  Gran Iglesia y utilizó sus piedras para construir los muros y las murallas de la ciudad. Una pequeña lápida cuadrada de An Teampall Mór está hoy fijada en el pórtico de la estructura actual. La inscripción en latín dice "In Templo Vervs Devs Est Verec Colendvs" ("El verdadero Dios está en su templo y debe ser adorado de verdad"). La catedral se encuentra cerca de la original.
La iglesia actual fue construida por William Parratt, de Londres, y fue consagrada en 1633. Es un buen ejemplo de "supervivencia gótica" en la arquitectura gótica inglesa del siglo XVII, contemporánea de la capilla del colegio de Peterhouse, en Cambridge. El estilo se ha denominado "gótico de los Plantadores". En 1633 se colocaron los cimientos para un cancel que ampliara el extremo este, pero las obras no avanzaron más. En el pórtico hay una inscripción:
Tras su consagración en 1633, la iglesia permaneció casi inalterada hasta que el obispo en 1776, Frederick Hervey, 4º conde de Bristol, amplió la altura total del edificio hasta los 67 metros construyendo la torre en 6,4 metros y añadiendo una aguja muy alta. Esta aguja sólo duró dos décadas antes de que amenazara con derrumbarse y fuera desmontada para su reconstrucción. La torre se terminó en 1802, pero el chapitel que la sustituyó se construyó otras dos décadas después. El pórtico sur original, adosado a la nave hasta entonces inalterada, fue eliminado en 1825, y en 1827 se remodelaron las torretas a ambos lados del extremo este, reconstruyendo sus cimas antes almenadas con cúpulas.
En 1861-1862 se remodeló todo el interior con nueva carpintería de roble, y se eliminaron las galerías que antes estaban en las naves. Al mismo tiempo se sustituyeron otras decoraciones y mobiliario. En 1887, al iniciarse las obras de un nuevo cancel, se desenterraron los cimientos del siglo XVII y se construyó el nuevo chancel sobre su plano, completando la forma prevista de la iglesia
La sala capitular fue construida en 1910.
San Columba tiene en su poder muchos documentos que datan del Sitio de Derry. Tienen retratos de Guillermo de Orange y las llaves originales de la ciudad.
La catedral también contiene un monumento a Valentine Munbee McMaster VC.

## Entierros
- William Nicolson, obispo de Derry (1718-1727)

## Galería

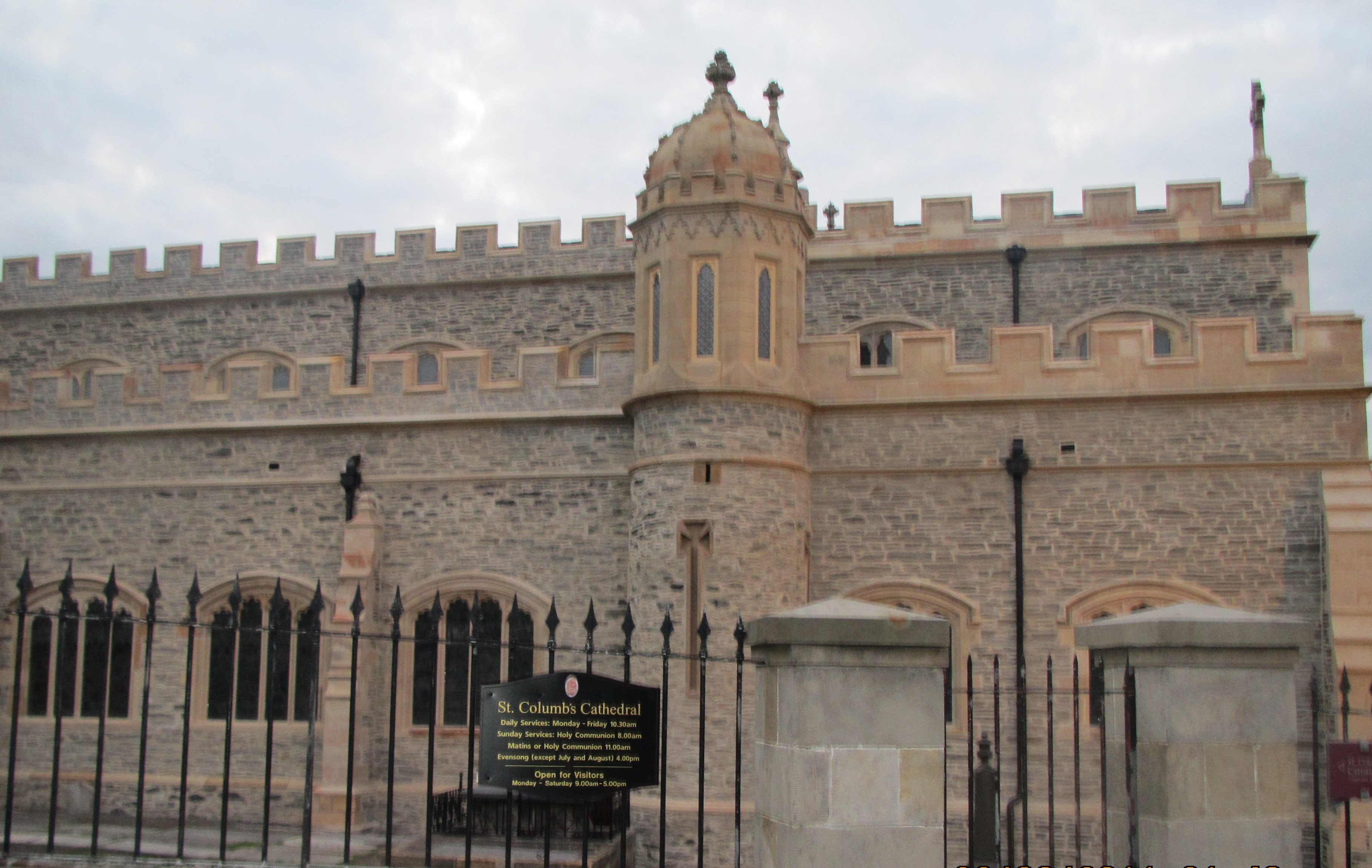
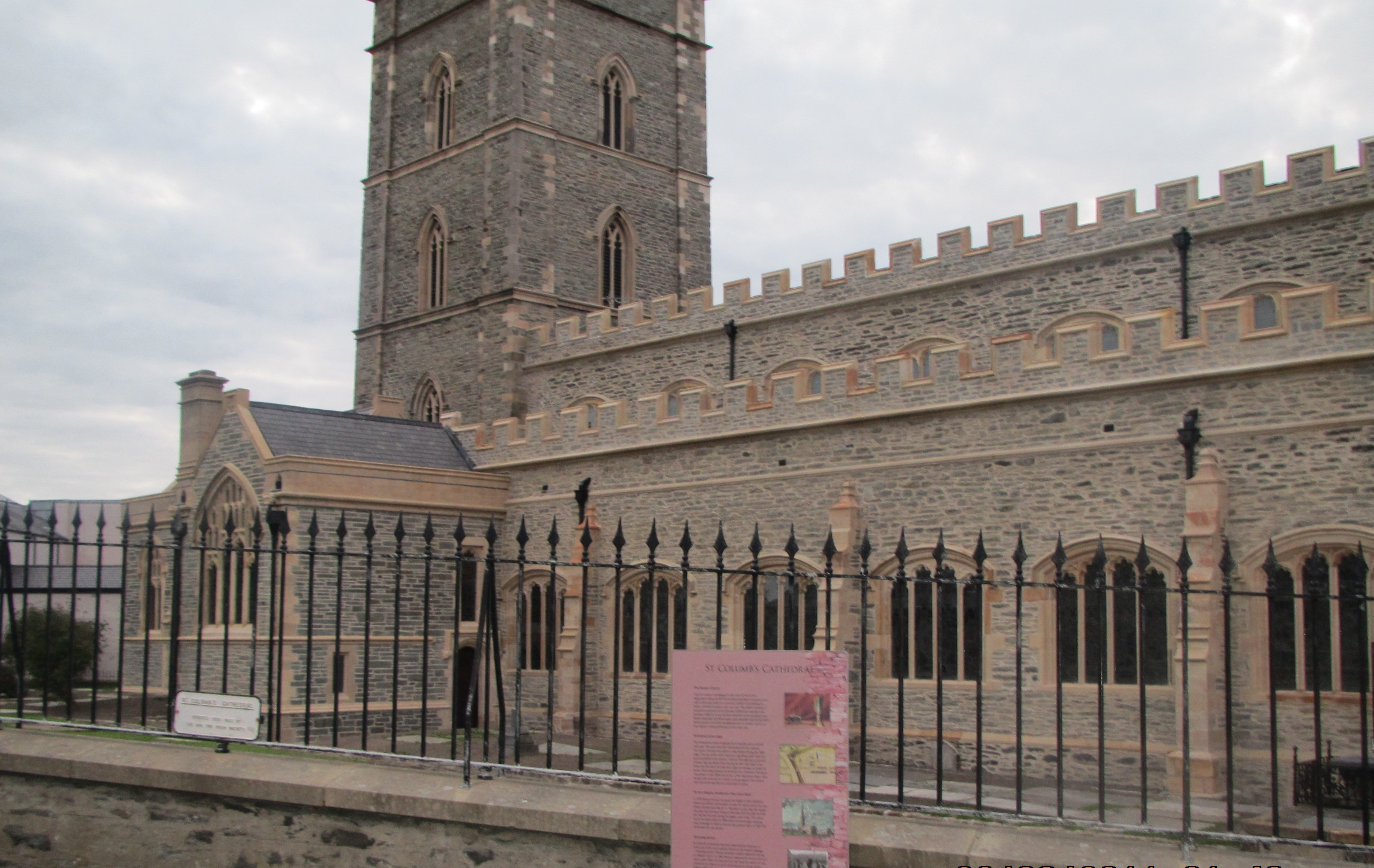
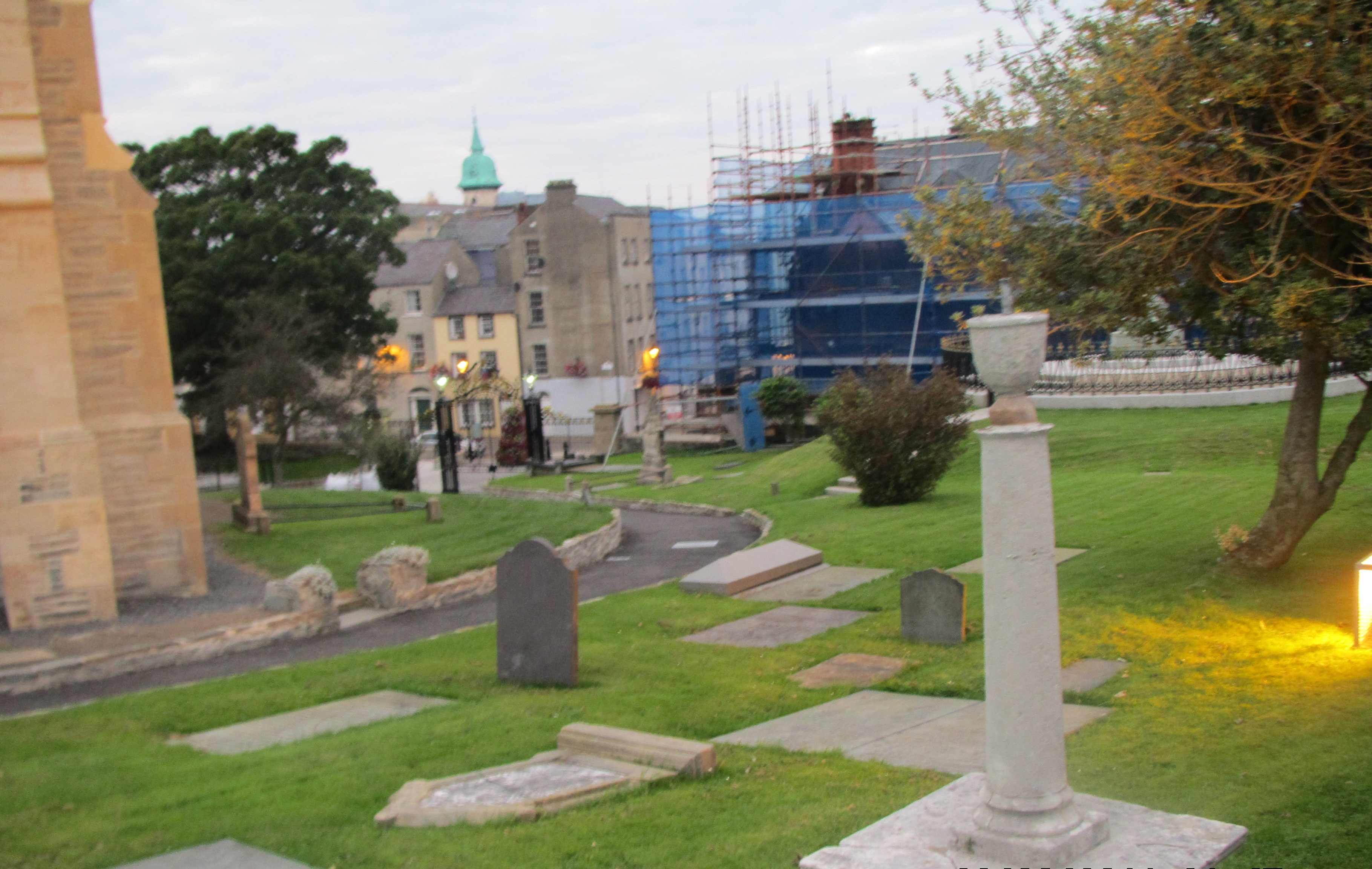
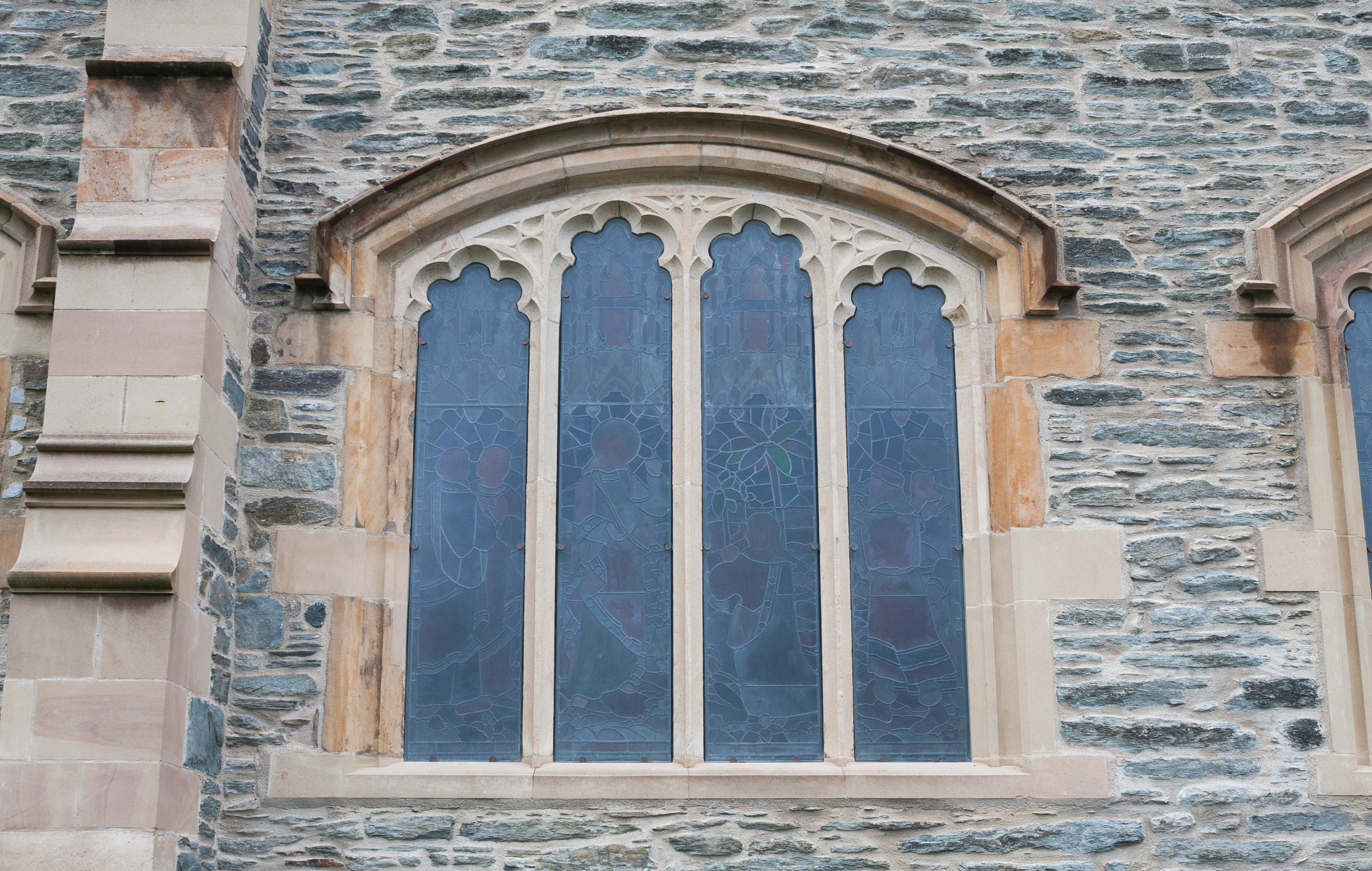
Tracería gótica perpendicular
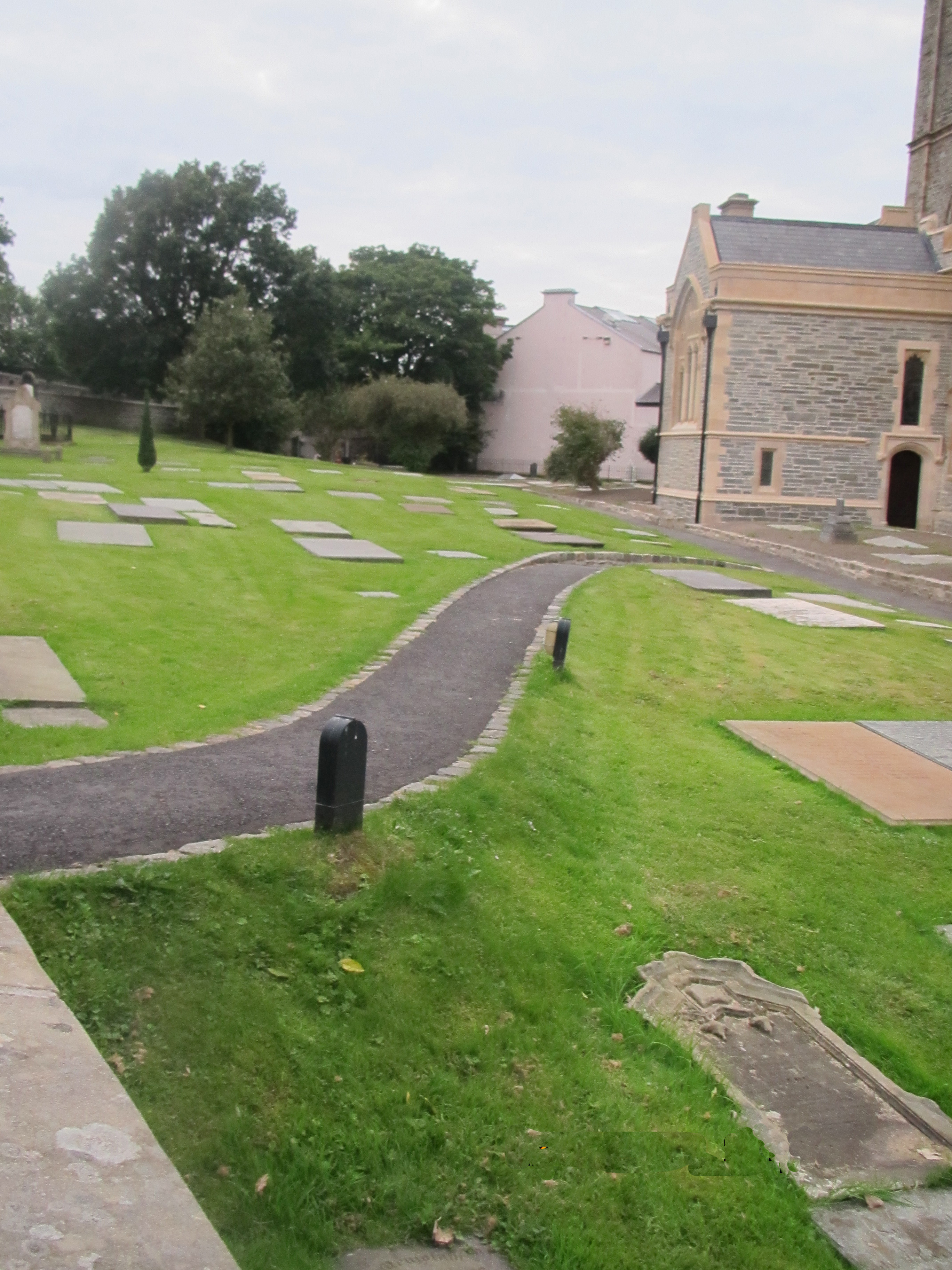
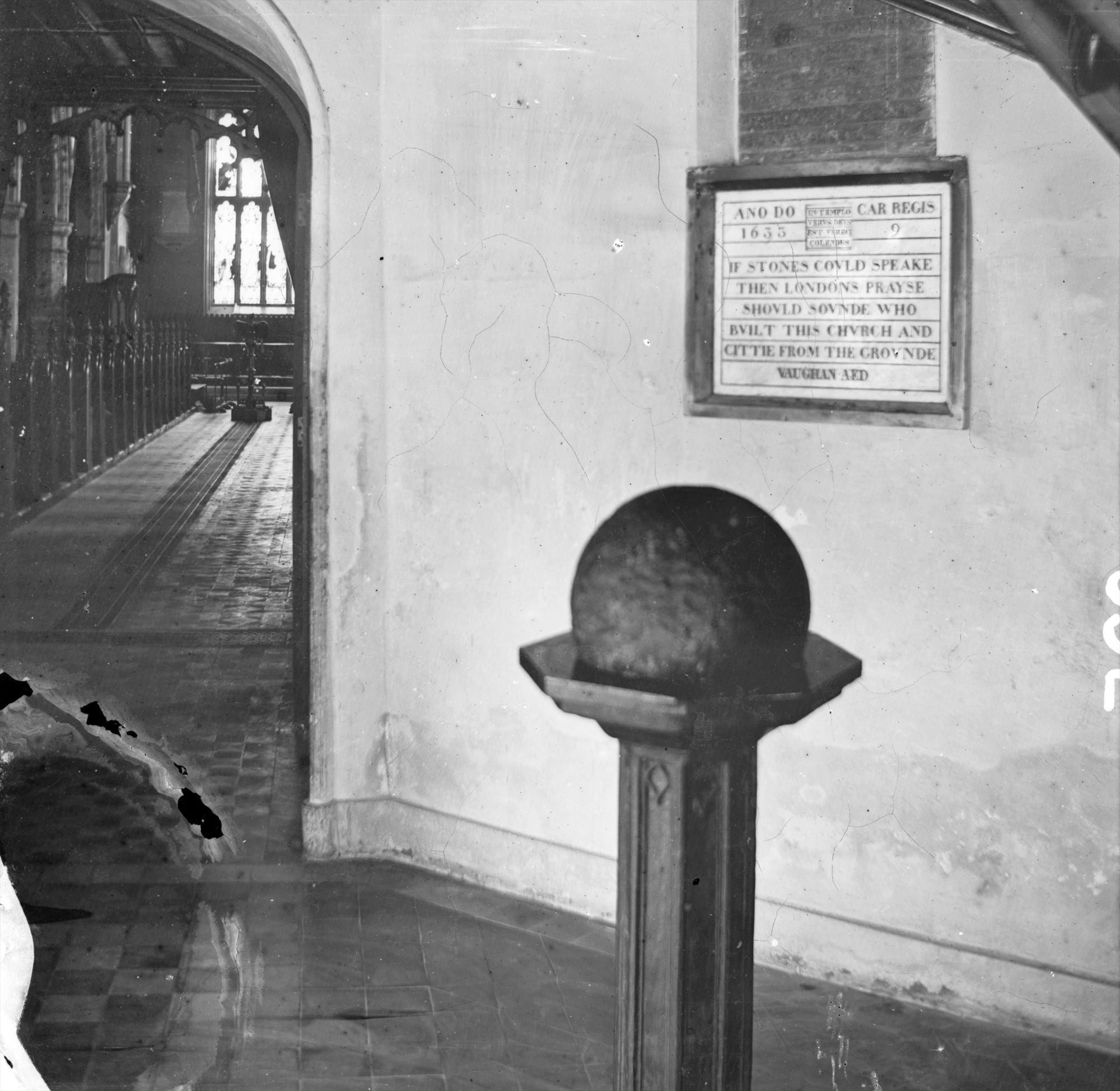
La fuente de la Bomba (Una bala de cañón) dentro de la Catedral
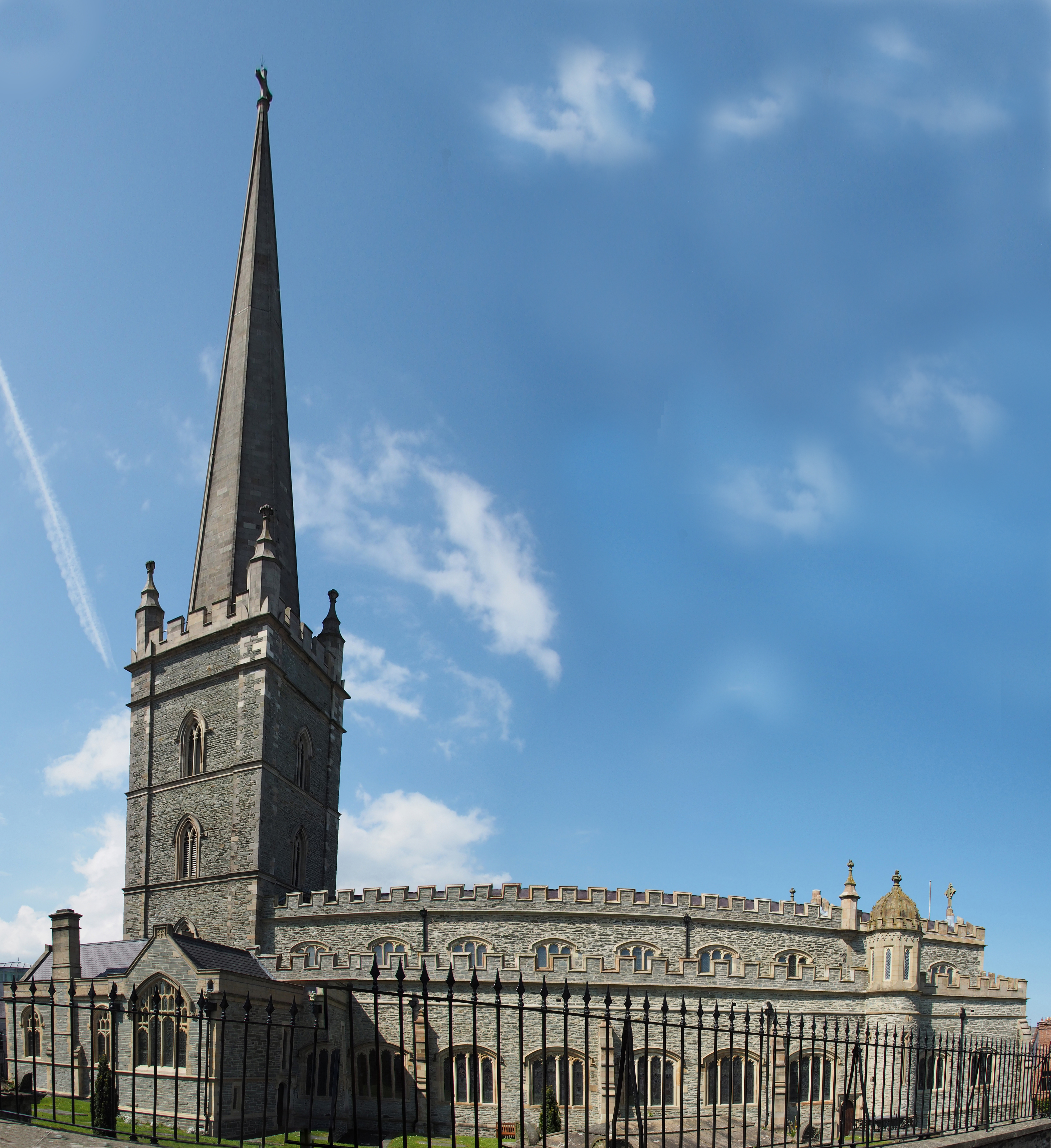
Alzado sur
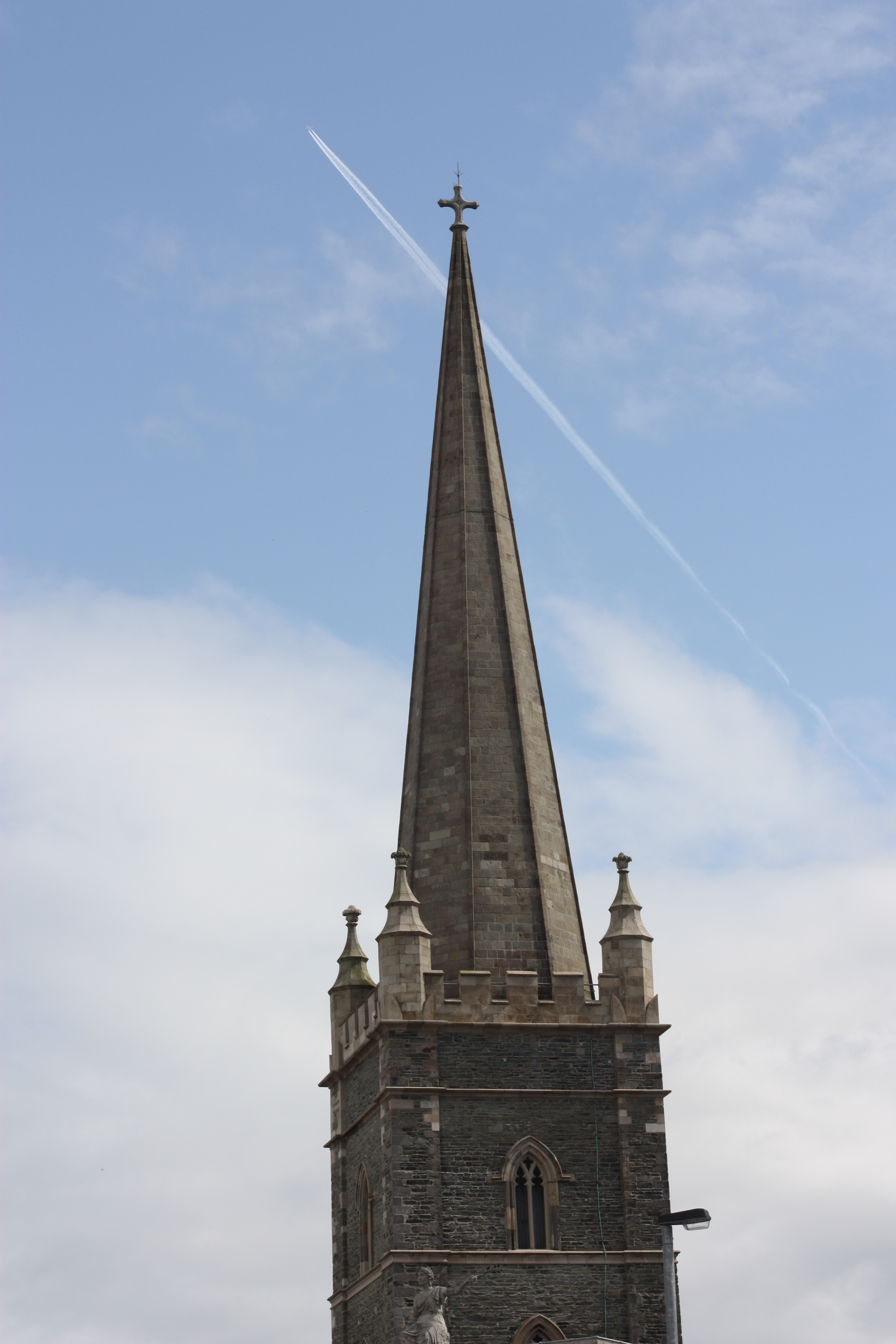
Torre y aguja del siglo XIX
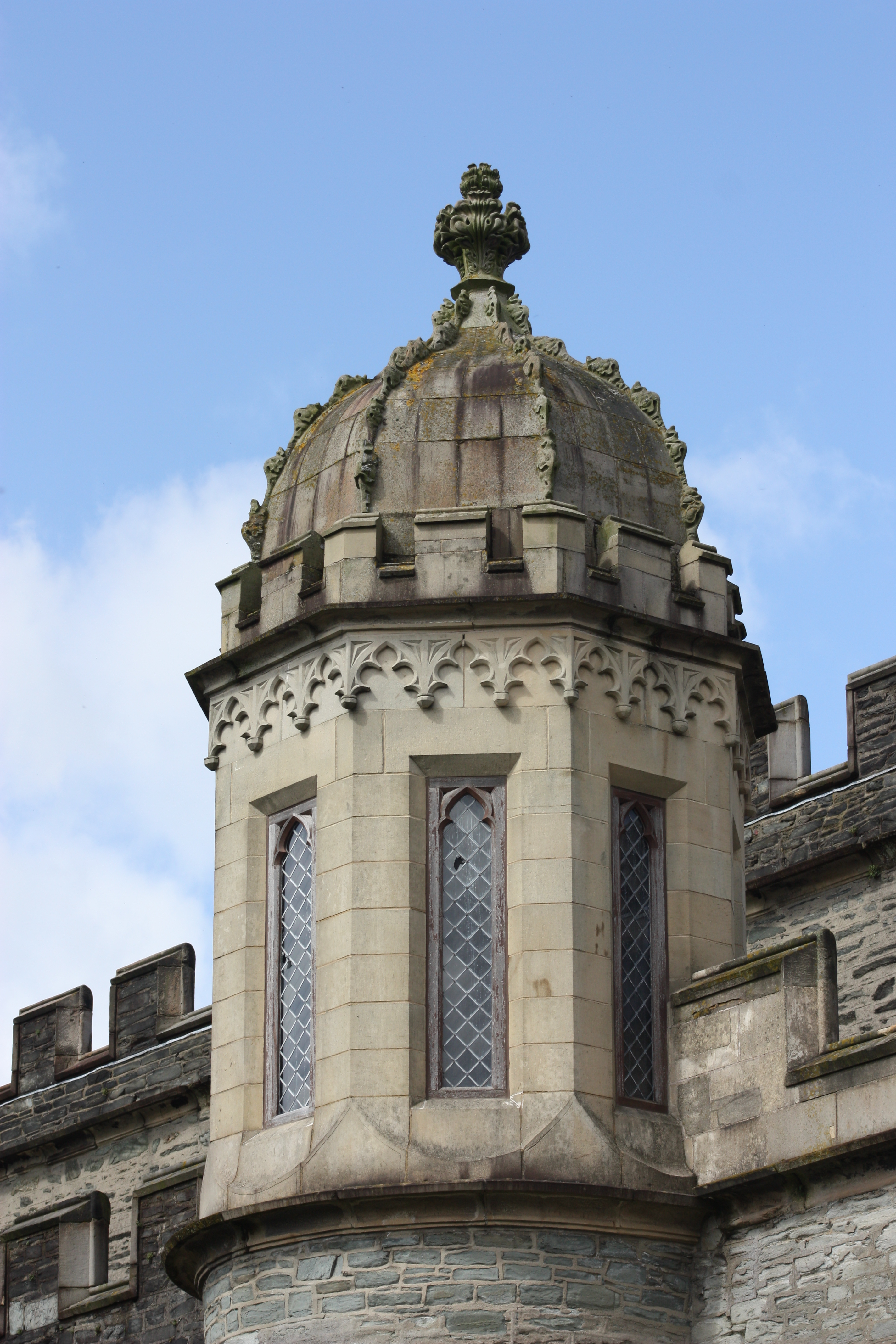
Cúpula
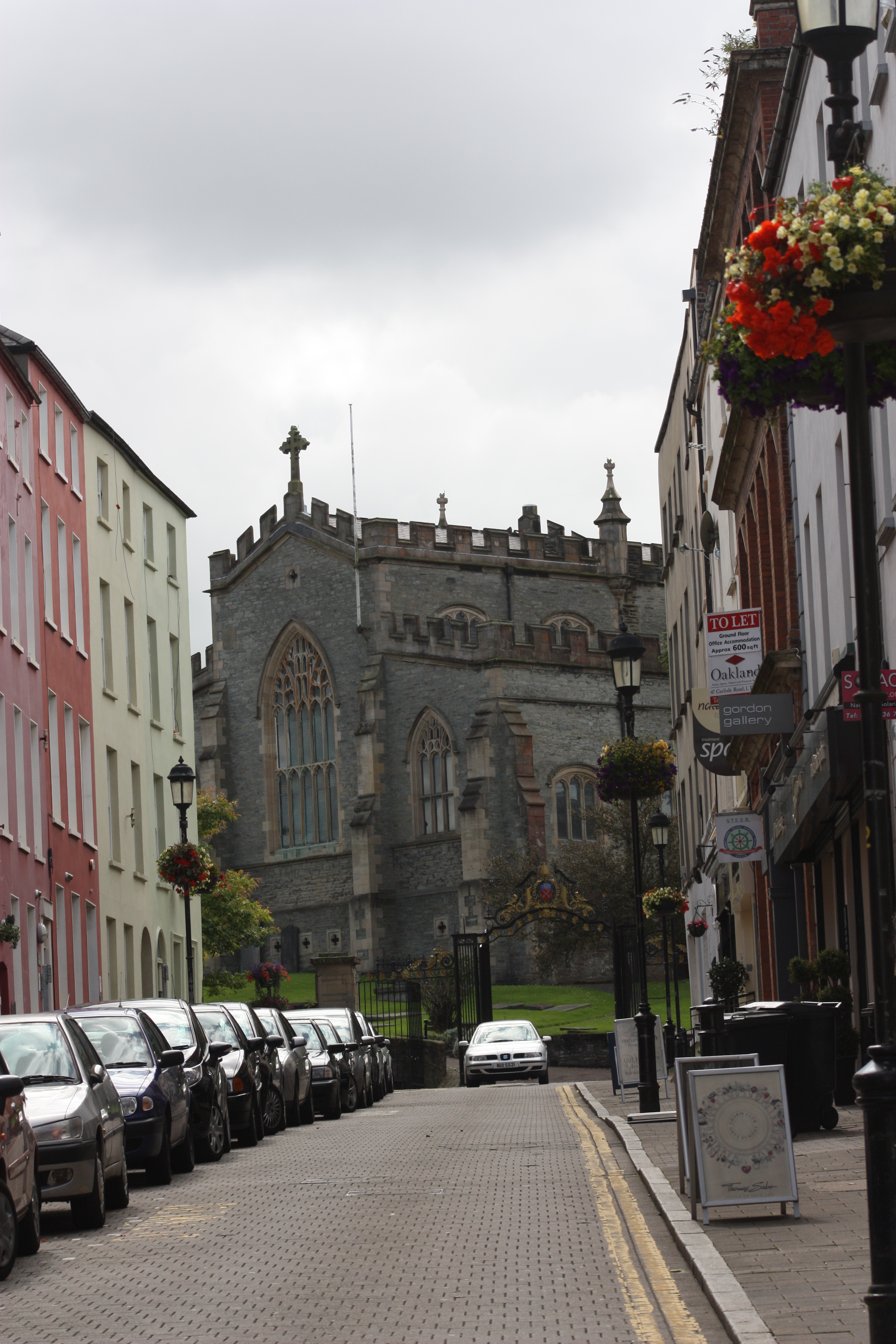
Cancel del siglo XIX
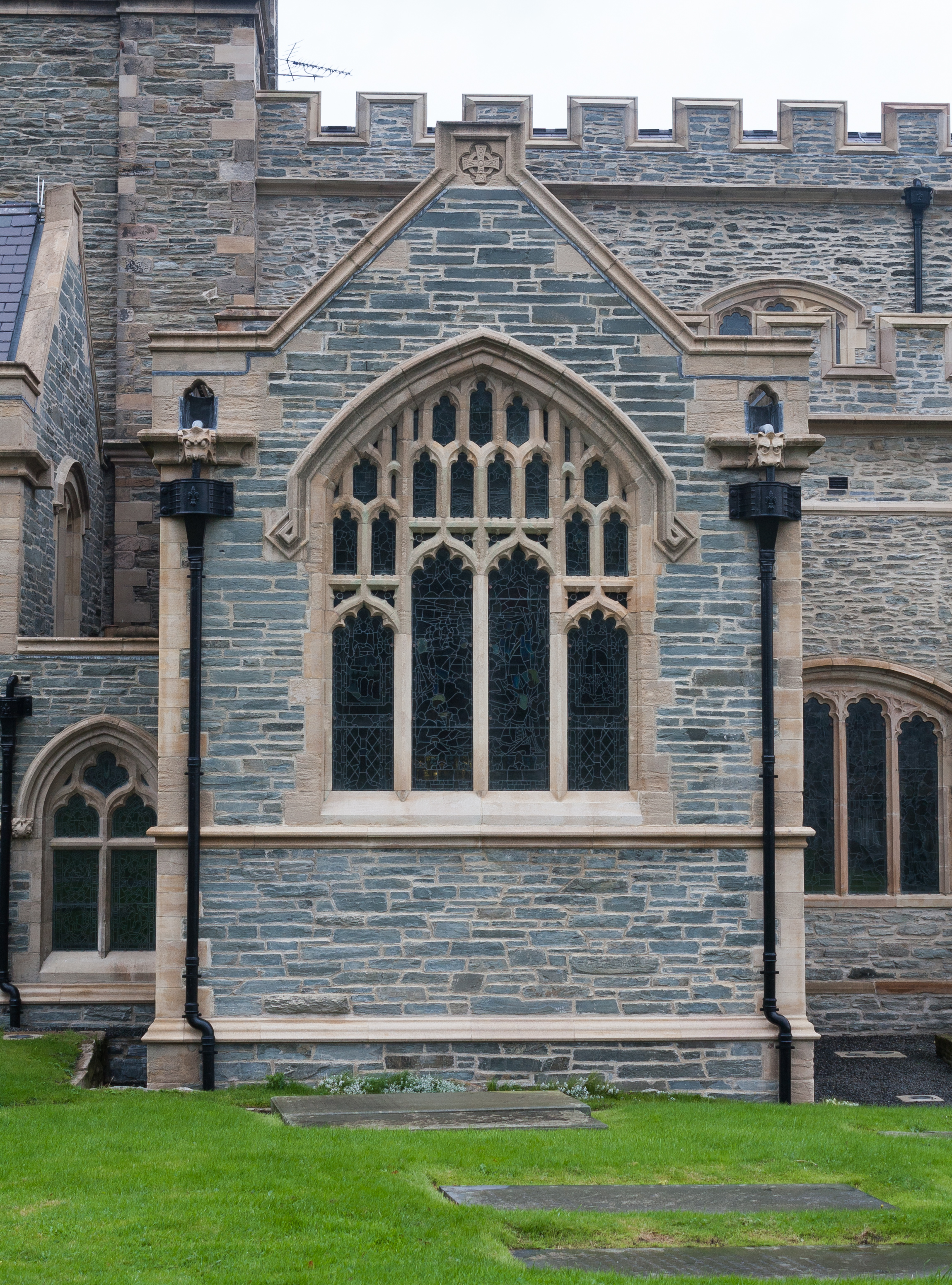
Sala capitular del siglo XX, tracería gótica perpendicular
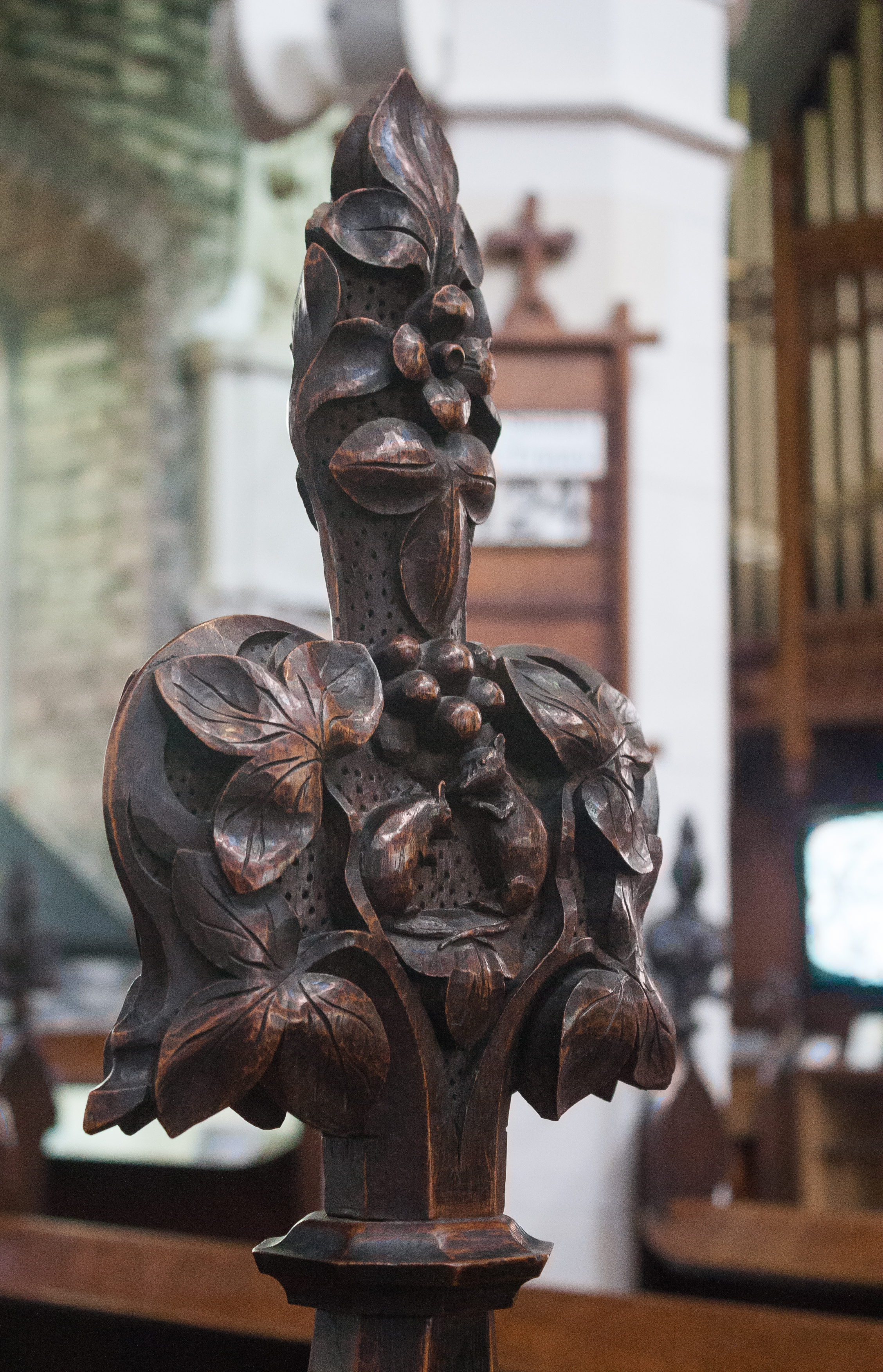
Remate decorativo con ratones en un banco del siglo XIX
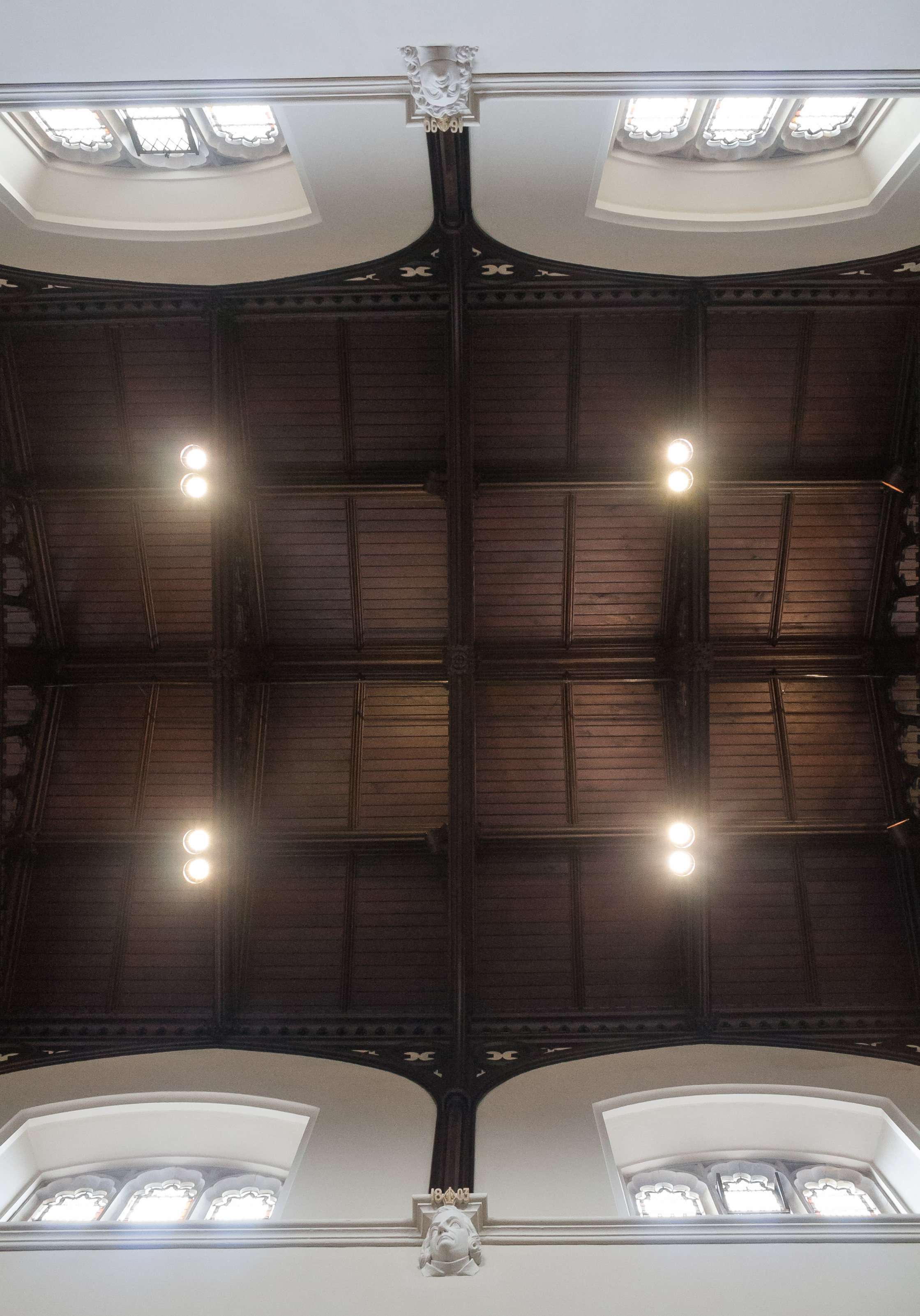
Techo de madera
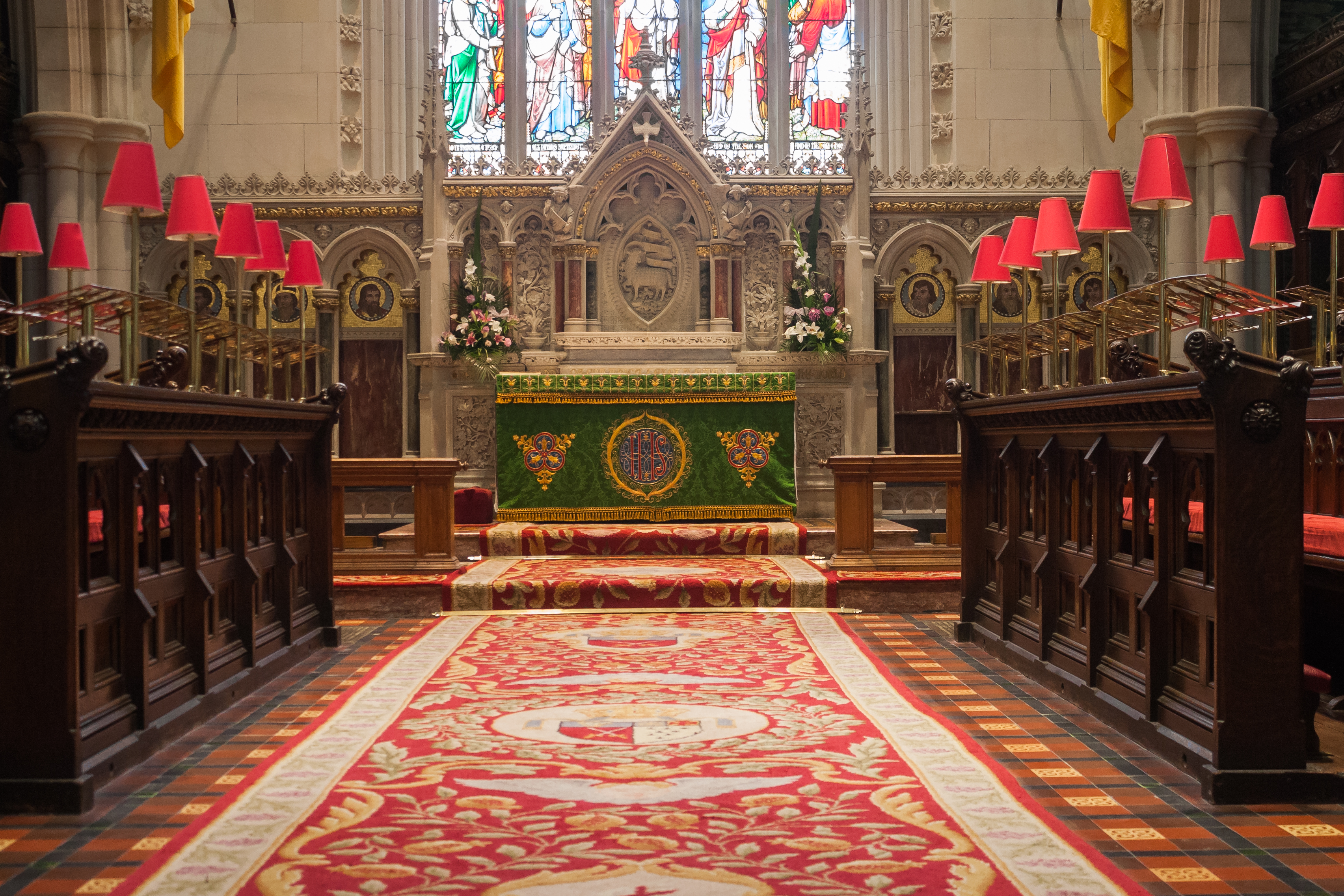
Altar mayor y sillería del coro en el presbiterio
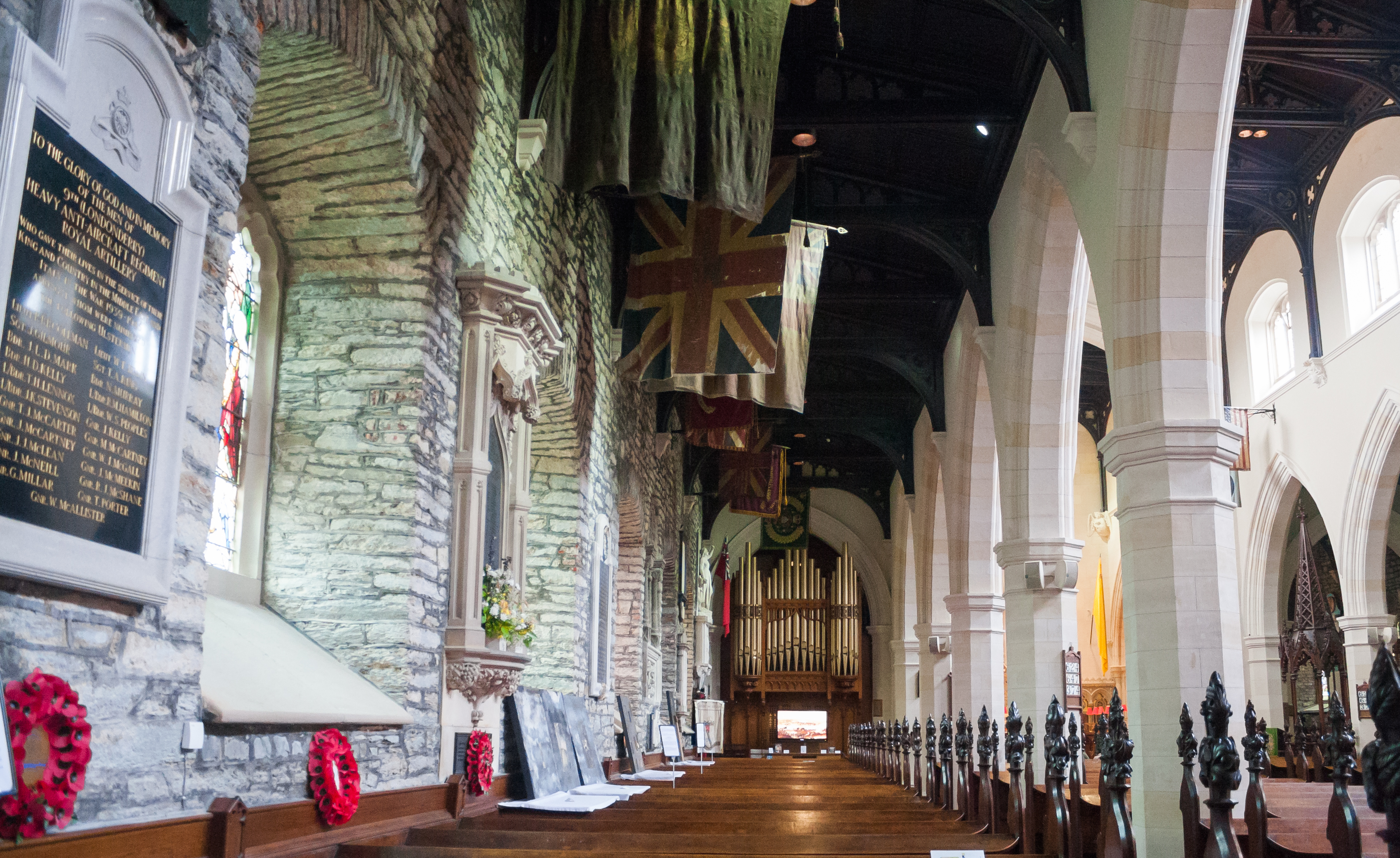
Pasillo norte
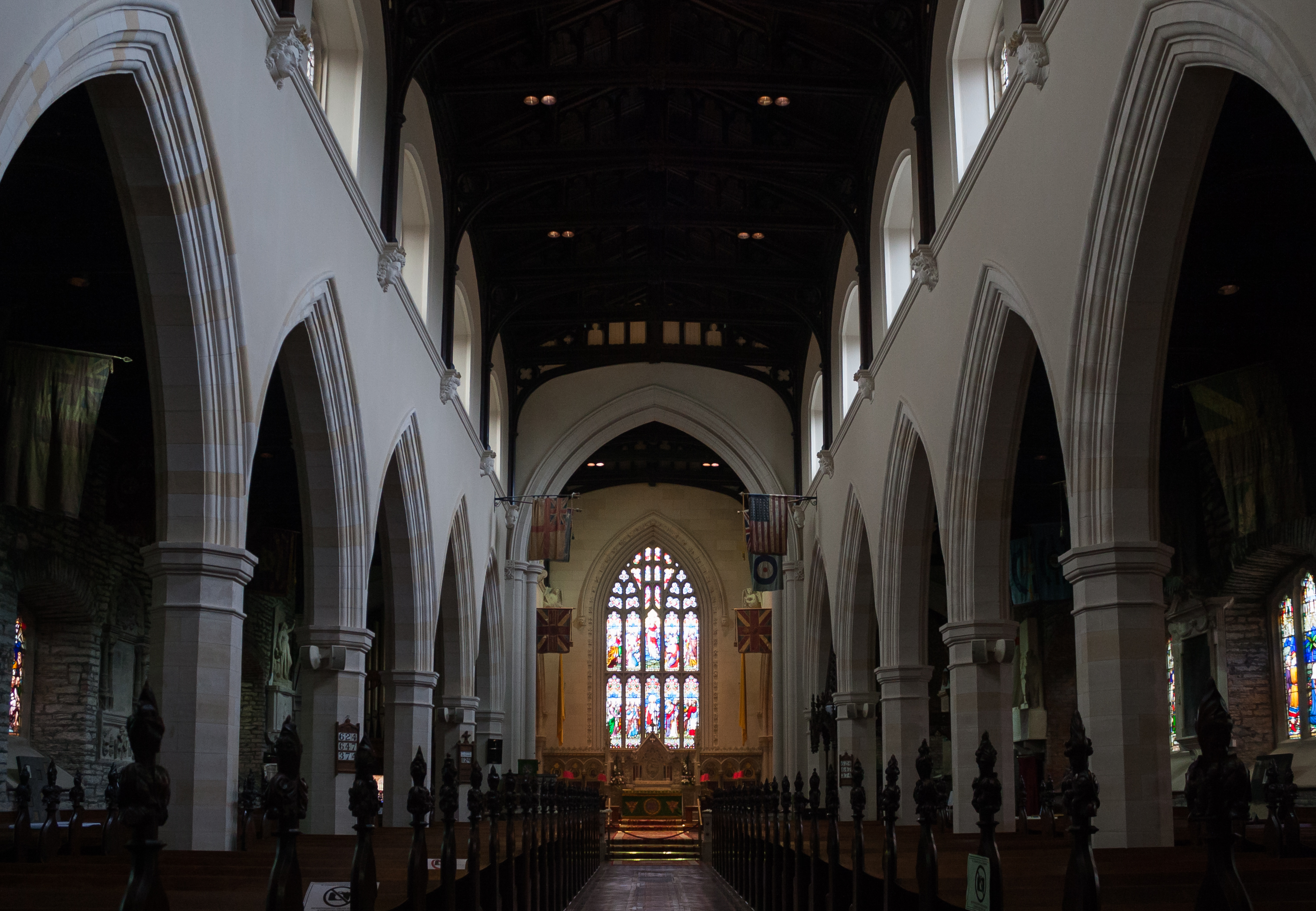
Nave, mirando al este
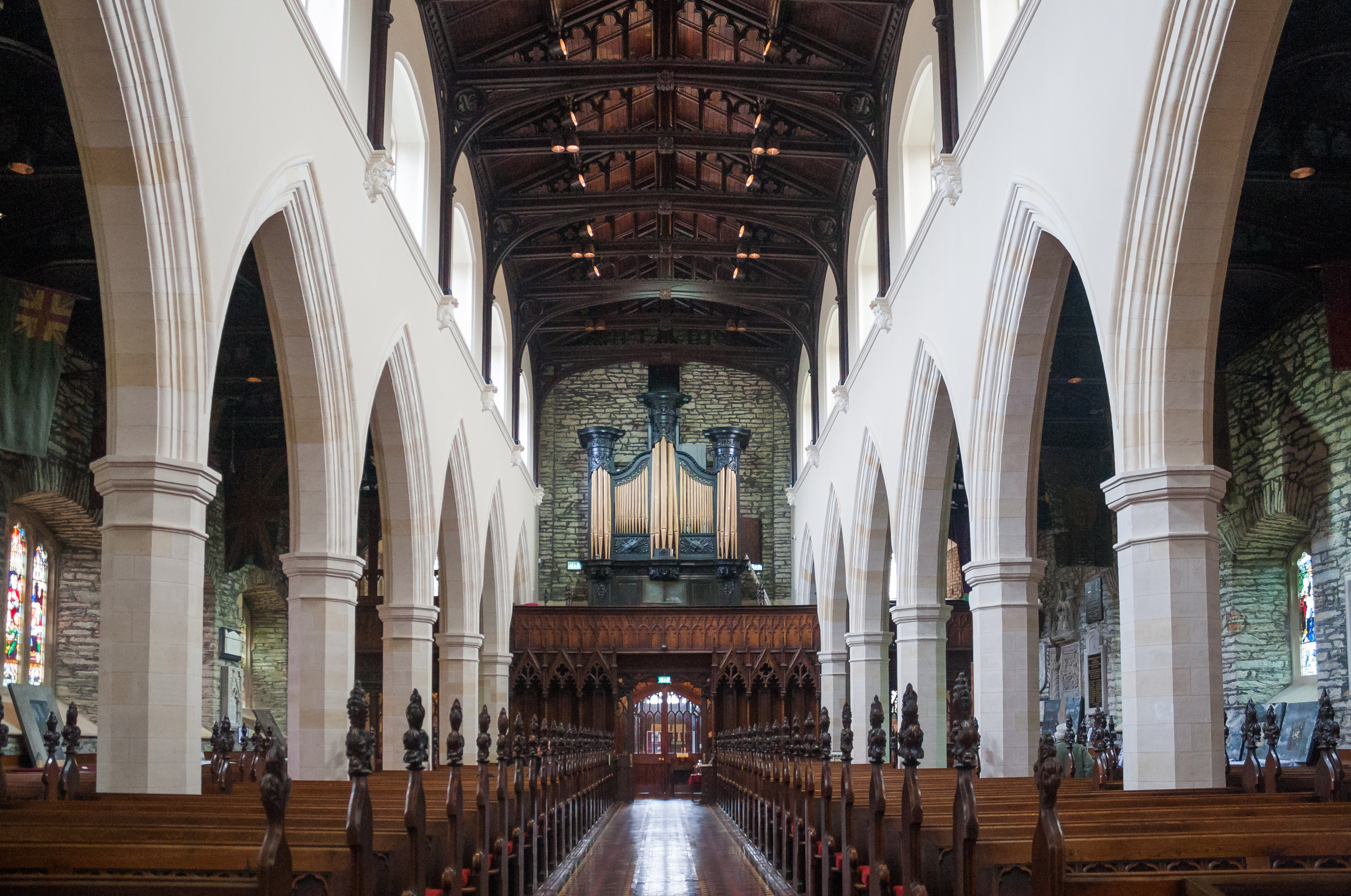
Nave, mirando al oeste
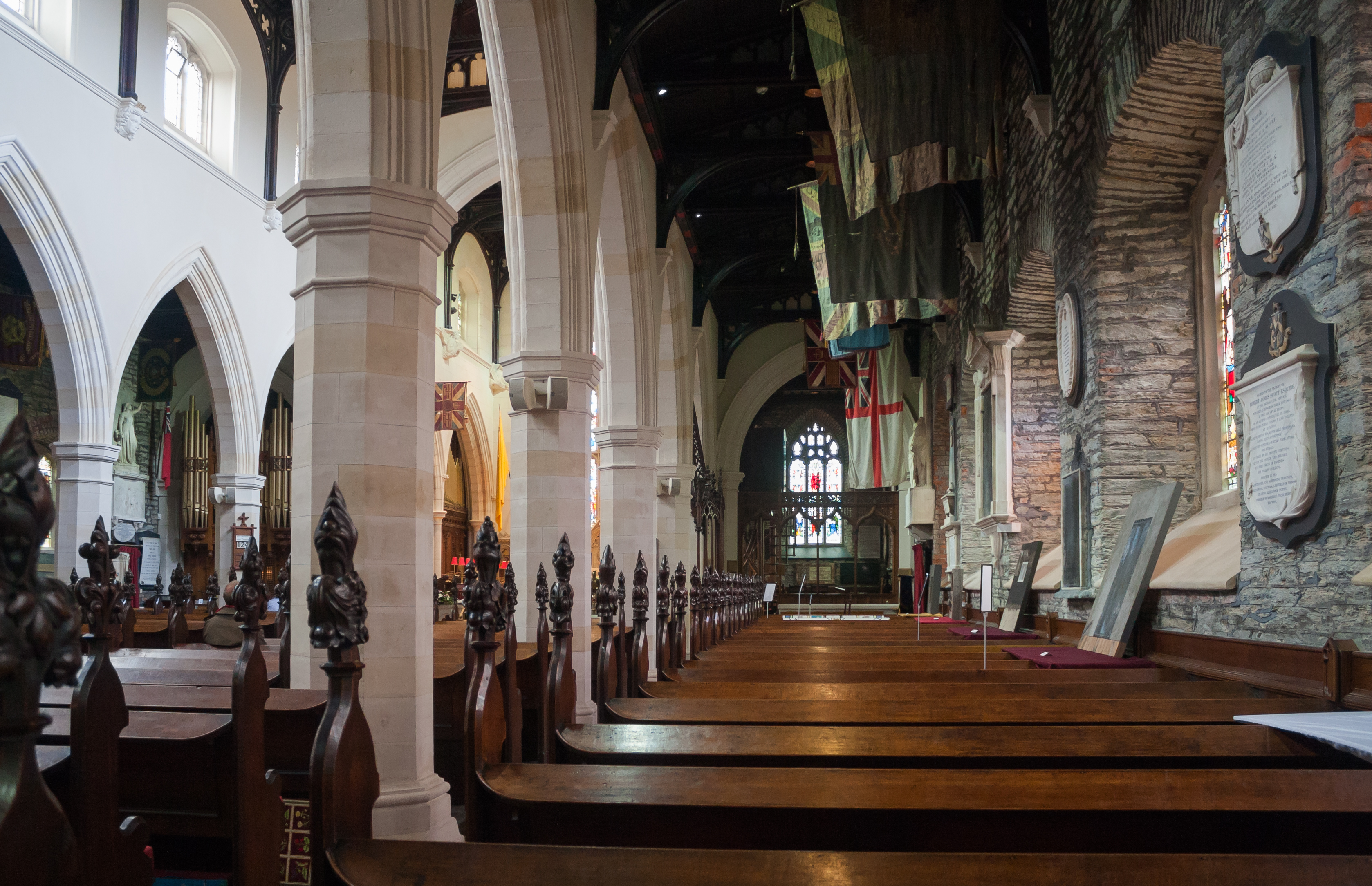
Pasillo sur